# Oskar Böhme
Oskar Böhme (Leipzig, 24 de febrer de 1870-1938?) va ser un compositor, trompetista i cornetista alemany (tot i que se'l sol relacionar amb el Romanticisme rus).

## Estudiant a Leipzig
Hi ha constància que no entrà al conservatori fins al 1896 i la seva partida està enregistrada un any després (1 de desembre de 1897), però tot i això es té constància d'una data de graduació a la base de dades que gairebé no concorda.
Al Conservatori de Leipzig trobem uns documents anomenats resums del professor que ens informen que Böhme fou considerat pels seus professors un alumne amb talent i molt treballador. Salomos Jadssohn, professor seu, va reconèixer el seu gran dot per a l’harmonia i la composició. El seu talent es feia vigent en obres per a instruments de vent. A més d'aquests mèrits, s’hi afegia que en piano era un principiant que, amb temps i esforç al conservatori, aconseguí un nivell tècnic més que acceptable. L’única crítica que se'n feu als resums del professor fou la del professor d’Estètica de la música i Història de la Música, Oscar Paul, que deia “No hi va assistir”. Això obrí una porta a reflexionar i especular sobre el caràcter de Böhme. Es creu (tot i que són especulacions) que Böhme era una persona amb una ment molt pròpia (així ens ho demostrarà més tard marxant a Rússia), de talent més pràctic que teòric. Una persona més emocional que intel·lectual.
Tot i que recordem Böhme com a compositor d’obres per a instruments de vent (concretament vent metall), no sols escrivia per ells. Se sap que va haver-hi diversos recitals d’alumnes del Conservatori de Leipzig que van interpretar obres de Böhme. També hem de tenir al cap que no existeixen documents que parlin sobre els estudis de trompeta, així que no hi ha certesa que estudià trompeta a Leipzig, i es creu que sols anà a Leipzig a estudiar composició. Algun exemple de les obres que interpretaren els estudiants de Leipzig fou un “Praeludium und fuge” per a trompeta, trompa i trombó. D'altra banda, hi trobem el famós Concert per a trompeta en mi menor, que apareix fent front a les innumerables fantasies i temes amb variacions típics de l'època. Aquest concert ofereix un major nivell de qualitat i ens obre a la voluntat i la intenció de Böhme per millorar el repertori del seu instrument. Böhme tenia bona relació amb Ferdinand Weinschenk Arxivat 2015-09-09 a Wayback Machine.. No se sap certament si estudià amb ell o no, però fou a ell a qui li dedicà el Concert per a trompeta en Mi menor, interpretat per primer cop el 9 de juny de 1899, a un concert nocturn al conservatori de Leipzig. El solista fou Friedrich Steuber, un estudiant de Leipzig, que ja havia tocat en altres estrenes de Böhme al conservatori.

## A Hongria i Rússia
Abans d’entrar al Conservatori de Leipzig, Oskar Böhme va viure a Budapest, on fou membre de l’Orquestra de l'Òpera entre 1894 i 1896. Fou en aquest període que començà a donar classes de composició amb el professor Herzfeld. Per tant, és important tenir en compte que no va començar a compondre a Leipzig; no serà allà on li inculcaran les seves primeres idees de composició. En 1896, anà a Leipzig i a St. Petersburg per primer cop des de Budapest. Després de Leipzig, la següent parada fou Rússia. Aquest cop s’hi quedaria definitivament. Allà fou conegut com a cornetista, i no tant com a trompetista. Primer fou membre de l’Orquestra del Mariinsky Theater del 1897 a 1921. Des de llavors fins al 1930, va donar classes a una escola a la Vasilevsky Island i del 1930 al 1934 va tocar a l’Orquestra del Leningrad Drama Theater.
Böhme va trobar-se davant del món antialemany quan era a Rússia, i des d’allà va resistir agitacions diverses. Com molts alemanys a Rússia, fou enviat per Stalin a un camp de concentració a Oremburg, i se li va perdre la pista. Desconeixem el lloc i la data exacta de la seva mort, encara que alguns afirmen haver-lo vist treballant, ja de vell, als durs treballs de construcció del Canal de Turkmenistan cap al 1941.
És curiós que coneguem tan pocs detalls de la vida de Böhme, encara que això no va ser suficient per no ser admirat per compositors com Viktor Ewald, que remarcà que l'estada de Böhme a Rússia havia de ser considerat un fet rellevant en la música i la trompeta. 

## El redescobriment de Böhme
En realitat, a la Unió Soviètica, el nom de Böhme mai fou oblidat. Els seus 24 estudis van ser i són material acadèmic i d’estudi. El seu concert (transportat a fa major, un to amunt) fou editat el 1960 per Sergey N Yeriomin (que canvià el tempo del segon temps, convertint-lo en Adagio festivo, encara que hi ha motius per pensar que aquest canvi fou anterior). Sergey V. Bolotin va permetre que Böhme es convertís en una figura representativa gràcies al fet que publicà la seva biografia al “Biographical Dictionary of [Russian] Musicians and Wind-Instrument Players”.
Ara bé, transportant-nos als temps moderns, fou Sommerhalder Arxivat 2015-12-08 a Wayback Machine. (Sommerhalder pare, en Max, primer trompeta de Berlin Radio Symphony Orchestra del 1976 al 1979) qui va fer una cerca sobre compositors russos. Va retrobar una llarga llista de composicions de Böhme i va enregistrar dues gravacions importants: l’una el 1980 “Musique
rmantique russe pour trompette [et piano]” (amb obres de figures com Brandt i Böhme); l’altra al 1981: " L’Age d’or du cornet à pistons" (amb tres composicions de Böhme).
Així, a poc a poc va anar augmentant l’interès en el repertori rus i en Böhme. Lars Naess (Oslo) va escriure una tesi de màster basada en el concert de Böhme per a trompeta el 1983 i realitzà una gravació amb orquestra del concert per a trompeta en la clau original (es creu que és l’única vigent en aquesta clau). I així es va anar redescobrint el repertori de Böhme i el d'altres compositors russos com Brandt.

## El germà: Willi Böhme
El germà major d’Oskar Böhme era Max William
Böhme, conegut com a “Willy”, “William” o “Willi”. Va néixer en 1861 i fou trompetista (i cornetista) com el seu germà. Es va casar en 1886. I en 1889 va viure a Budapest, on va tocar com a trompeta principal a l'Orquestra de la Royal Hungarian Opera House de Budapest fins a 1908. Fou el primer professor de trompeta al National Hungarian Royal Music academy en 1897 i es creu que va ocupar aquest lloc de treball fins a 1907. Va formar part de l'Orquestra del Festival de Bayreuth del 1891 al 1901. El 1908 va deixar els llocs de treball per tornar a la seva ciutat natal i allà va obrir una escola de música. Va morir el 1928.
Willi Böhme també va compondre. Es coneixen algunes publicacions, així com alguns mètodes per a trompeta o corneta, alguns amb estudis semblants a fanfares.

## Obra
Böhme va compondre 46 obres conegudes, de les quals el “Trompeten-sextett” per a sextet i el Concert per a trompeta, op.18 foren les més conegudes. Va escriure en estil romàntic i, tot i que era alemany, se l’associa amb el Romanticisme rus. Malgrat que va escriure per a molts altres instruments, principalment ho va fer per a trompeta i instruments de vent metall.
Cal tenir en compte que a causa del seu exili i a la presència d'Stalin i el moviment antialemany, les obres de Böhme van perdre’s considerablement. Ara, de mica en mica, l’anem redescobrint.
Aquí s'ofereix una llista d'obres de Böhme:
- Concert en mi menor, op. 18 (1899) Arxivat 2015-12-08 a Wayback Machine.
- Soirée de St. Pétersbourg, op. 23 (1900) Arxivat 2015-12-08 a Wayback Machine.
- La Napolitaine, op. 25 (ca. 1901) Arxivat 2015-12-08 a Wayback Machine.
- Sextet en mi bemoll menor, op. 30 (1906) Arxivat 2015-12-08 a Wayback Machine.
- Scène de Ballet, op. 31 (1907) Arxivat 2015-12-08 a Wayback Machine.
- Danse russe, op. 32 (ca. 1910)[1]
- Nachtmusik ("Música nocturna"), op. 44, núm. 1 (ca. 1935) Arxivat 2015-12-08 a Wayback Machine.